# Grande Prêmio do Oeste dos Estados Unidos de 1976
Resultados do Grande Prêmio do Oeste dos Estados Unidos de Fórmula 1 realizado em Long Beach em 28 de março de 1976. Terceira etapa da temporada, nele o vencedor foi o suíço Clay Regazzoni, que subiu ao pódio junto a Niki Lauda numa dobradinha da Ferrari, com Patrick Depailler em terceiro pela Tyrrell-Ford.

## Resumo
- Estreia de Long Beach na Fórmula 1.[5]

- Primeiros pontos da equipe Copersucar-Fittipaldi.

## Classificação da prova
| Pos. | Nº | Piloto             | Construtor         | Voltas | Tempo/Diferença  | Grid | Pontos |
| ---- | -- | ------------------ | ------------------ | ------ | ---------------- | ---- | ------ |
| 1    | 2  | Clay Regazzoni     | Ferrari            | 80     | 1:53:18.471      | 1    | 9      |
| 2    | 1  | Niki Lauda         | Ferrari            | 80     | + 42.414         | 4    | 6      |
| 3    | 4  | Patrick Depailler  | Tyrrell-Ford       | 80     | + 49.972         | 2    | 4      |
| 4    | 26 | Jacques Laffite    | Ligier-Matra       | 80     | + 1:12.828       | 12   | 3      |
| 5    | 12 | Jochen Mass        | McLaren-Ford       | 80     | + 1:22.292       | 14   | 2      |
| 6    | 30 | Emerson Fittipaldi | Fittipaldi-Ford    | 79     | + 1 volta        | 16   | 1      |
| 7    | 17 | Jean-Pierre Jarier | Shadow-Ford        | 79     | + 1 volta        | 7    |        |
| 8    | 22 | Chris Amon         | Ensign-Ford        | 78     | + 2 voltas       | 17   |        |
| 9    | 8  | José Carlos Pace   | Brabham-Alfa Romeo | 77     | + 3 voltas       | 13   |        |
| 10   | 10 | Ronnie Peterson    | March-Ford         | 77     | + 3 voltas       | 6    |        |
| NC   | 19 | Alan Jones         | Surtees-Ford       | 70     | + 10 voltas      | 19   |        |
| NC   | 28 | John Watson        | Penske-Ford        | 69     | + 11 voltas      | 9    |        |
| Ret  | 3  | Jody Scheckter     | Tyrrell-Ford       | 34     | Suspensão        | 11   |        |
| Ret  | 16 | Tom Pryce          | Shadow-Ford        | 32     | Semieixo         | 5    |        |
| Ret  | 27 | Mario Andretti     | Parnelli-Ford      | 15     | Vazamento d’água | 15   |        |
| Ret  | 11 | James Hunt         | McLaren-Ford       | 3      | Acidente         | 3    |        |
| Ret  | 34 | Hans-Joachim Stuck | March-Ford         | 2      | Acidente         | 18   |        |
| Ret  | 9  | Vittorio Brambilla | March-Ford         | 0      | Colisão          | 20   |        |
| Ret  | 7  | Carlos Reutemann   | Brabham-Alfa Romeo | 0      | Colisão          | 10   |        |
| Ret  | 6  | Gunnar Nilsson     | Lotus-Ford         | 0      | Suspensão        | 8    |        |
| DNQ  | 21 | Michel Leclère     | Wolf-Williams-Ford |        |                  | 0    |        |
| DNQ  | 31 | Ingo Hoffmann      | Fittipaldi-Ford    |        |                  | 0    |        |
| DNQ  | 35 | Arturo Merzario    | March-Ford         |        |                  | 0    |        |
| DNQ  | 5  | Bob Evans          | Lotus-Ford         |        |                  | 0    |        |
| DNQ  | 20 | Jacky Ickx         | Wolf-Williams-Ford |        |                  | 0    |        |
| DNQ  | 24 | Harald Ertl        | Hesketh-Ford       |        |                  | 0    |        |
| DNQ  | 18 | Brett Lunger       | Surtees-Ford       |        |                  | 0    |        |

## Tabela do campeonato após a corrida
| Pos. | Piloto            | Pontos |
| ---- | ----------------- | ------ |
| 1    | Niki Lauda        | 24     |
| 2    | Patrick Depailler | 10     |
| 3    | Clay Regazzoni    | 9      |
| 4    | Jochen Mass       | 7      |
| 5    | James Hunt        | 6      |

| Pos. | Construtor   | Pontos |
| ---- | ------------ | ------ |
| 1    | Ferrari      | 27     |
| 2    | Tyrrell-Ford | 13     |
| 3    | McLaren-Ford | 9      |
| 4    | Shadow-Ford  | 4      |
| 5    | March-Ford   | 3      |

- Nota: Somente as primeiras cinco posições estão listadas. A temporada de 1976 foi dividida em dois blocos de oito corridas onde cada piloto descartaria um resultado. Neste ponto esclarecemos: na tabela dos construtores figurava somente o melhor colocado dentre os carros do mesmo time.